# 연속 원순서 집합
순서론에서 연속 원순서 집합(連續原順序集合, 영어: continuous preordered set)은 모든 원소가 그 원소를 ‘제한적으로 근사’하는 원소들로도 충분히 잘 근사되는 원순서 집합이다. 연속 완비 격자는 흔히 연속 격자(連續格子, 영어: continuous lattice)로 불린다.

## 정의
원순서 집합 {\displaystyle (P,\lesssim )}의 두 원소 {\displaystyle a,b\in P}에 대하여, 다음 두 조건이 서로 동치이다.
- 임의의 상향 집합 {\displaystyle D\subseteq P}에 대하여, 만약 {\displaystyle b\lesssim \bigvee D}라면, {\displaystyle a\lesssim d}인 {\displaystyle d\in D}가 존재한다.
- 임의의 순서 아이디얼 {\displaystyle I\subseteq P}에 대하여, 만약 {\displaystyle b\lesssim \bigvee I}라면, {\displaystyle a\in I}이다.

이 경우, {\displaystyle a}가 {\displaystyle b}를 근사한다(영어: {\displaystyle a} approximates {\displaystyle b}) 또는 {\displaystyle a}가 {\displaystyle b}보다 훨씬 아래(영어: {\displaystyle a} is way below {\displaystyle b})라고 하며, 이를
{\displaystyle a\ll b}
로 적는다.
근사 관계 {\displaystyle \ll }는 추이적 관계이며, {\displaystyle P}가 부분 순서 집합인 경우 반대칭 관계이지만, 원순서가 아닐 수 있다. {\displaystyle \ll }가 원순서인 것은 {\displaystyle (P,\lesssim )}의 오름 사슬 조건과 동치이다.:52, Examples I-1.3(4)
원순서 집합 {\displaystyle (P,\lesssim )}의 임의의 원소 {\displaystyle a\in L}에 대하여,
{\displaystyle \mathop {\Uparrow } a=\{b\in L\colon a\ll b\}}
{\displaystyle \mathop {\Downarrow } a=\{b\in L\colon b\ll a\}}
라고 하자. 이는 각각 {\displaystyle P}의 상집합과 하집합을 이룬다. 만약 {\displaystyle P}가 이음 반격자라면, {\displaystyle \mathop {\Downarrow } a}는 상향 집합이다. 그러나 {\displaystyle P}가 만남 반격자이더라도 {\displaystyle \mathop {\Uparrow } a}는 하향 집합이 아닐 수 있다.
원순서 집합 {\displaystyle (P,\lesssim )}가 다음 조건을 만족시키면, 연속 원순서 집합이라고 한다.
- 임의의 {\displaystyle a\in P}에 대하여, {\displaystyle \mathop {\Downarrow } a}는 상향 집합이며, {\displaystyle a=\bigvee \mathop {\Downarrow } a}이다.

## 성질

### 순서론적 성질
연속 원순서 집합 {\displaystyle (P,\lesssim )}의 두 원소 {\displaystyle a,b\in P}에 대하여, 다음 두 조건이 서로 동치이다.
- {\displaystyle a\ll b}
- 임의의 상향 집합 {\displaystyle D\subseteq P}에 대하여, 만약 {\displaystyle b\lesssim \bigvee D}라면, {\displaystyle a\ll d}인 {\displaystyle d\in D}가 존재한다.

증명:
둘째 조건은 첫째 조건을 자명하게 함의한다. 이제, {\displaystyle a\ll b}이며, {\displaystyle D\subseteq P}가 상향 집합이며, {\displaystyle b\lesssim \bigvee D}라고 하자.
{\displaystyle I=\bigcup _{d\in D}\mathop {\Downarrow } d}
를 생각하자. {\displaystyle P}가 연속 원순서 집합이므로, {\displaystyle I}는 순서 아이디얼들의 상향 집합의 합집합이다. 따라서 {\displaystyle I} 역시 순서 아이디얼이다. 또한,
{\displaystyle \bigvee I\gtrsim \bigvee _{d\in D}\bigvee \mathop {\Downarrow } d=\bigvee D\gtrsim b}
이다. 따라서, {\displaystyle a\in I}이다. 즉, {\displaystyle a\ll d}인 {\displaystyle d\in D}가 존재한다.
이를 사용하여, 연속 원순서 집합 {\displaystyle (P,\lesssim )}의 근사 관계 {\displaystyle \ll }가 다음과 같은 보간 성질을 만족시킴을 보일 수 있다.
{\displaystyle \forall a,b\in P\colon a\ll b\implies (\exists c\in P\colon a\ll c\ll b)}
증명:
위 명제에서, {\displaystyle D=\mathop {\Downarrow } b}를 취한다.

### dcpo
dcpo {\displaystyle (P,\leq )}의 두 원소 {\displaystyle a,b\in P}에 대하여, 다음 두 조건이 서로 동치이다.:61, Proposition I-1.19(i)
- {\displaystyle a\ll b}이며, {\displaystyle a\neq b}
- 임의의 상향 집합 {\displaystyle D\subseteq P}에 대하여, 만약 {\displaystyle b\lesssim \bigvee D}라면, {\displaystyle a\ll d}이며 {\displaystyle a\neq d}인 {\displaystyle d\in D}가 존재한다.

따라서, 만약 {\displaystyle P}가 연속 dcpo라면, 다음과 같은 더 강한 보간 성질이 성립한다.:61, Proposition I-1.19(ii)
{\displaystyle \forall a,b\in P\colon a\ll b\land a\neq b\implies (\exists c\in P\colon a\ll c\ll b\land a\neq c)}
dcpo {\displaystyle (P,\leq )}에 대하여, 다음 두 조건이 서로 동치이다.:57, Theorem I-1.10
- 연속 원순서 집합이다.
- 순서 아이디얼의 상한 함수 {\displaystyle \bigvee \colon \operatorname {Ideal} (P)\to P}는 (작은 얇은 범주 사이의 함자로서) 왼쪽 수반 함자를 갖는다. 여기서 {\displaystyle \operatorname {Ideal} (P)}는 순서 아이디얼들의 부분 순서 집합이다.

구체적으로, 연속 dcpo {\displaystyle (P,\leq )}에 대하여, {\displaystyle \bigvee \colon \operatorname {Ideal} (P)\to P}의 왼쪽 수반 함자는
{\displaystyle {\mathord {\Downarrow }}\colon P\to \operatorname {Ideal} (P)}
{\displaystyle {\mathord {\Downarrow }}\dashv {\mathord {\bigvee }}}
이다.
증명:
임의의 연속 dcpo {\displaystyle (P,\leq )}가 주어졌다고 하자. 다음 두 명제를 보이면 족하다.
- 임의의 {\displaystyle a\in P}에 대하여, {\displaystyle a\leq \bigvee \mathop {\Downarrow } a}
- 임의의 순서 아이디얼 {\displaystyle I\in \operatorname {Ideal} (P)}에 대하여, {\displaystyle \mathop {\Downarrow } \bigvee I\subseteq I}

이 두 명제는 연속 원순서 집합의 정의에 따라 자명하다.
반대로, {\displaystyle (P,\leq )}가 dcpo이며, {\displaystyle f\colon P\to \operatorname {Ideal} (P)}가 {\displaystyle \bigvee \colon \operatorname {Ideal} (P)\to P}의 왼쪽 수반 함자이며, {\displaystyle a\in P}라고 하자. 그렇다면, {\displaystyle f(a)}는
{\displaystyle a\leq \bigvee f(a)}
인 최소의 {\displaystyle P}의 순서 아이디얼이다. 근사 순서 {\displaystyle \ll }의 정의에 따라,
{\displaystyle f(a)=\mathop {\Downarrow } a}
이다. 따라서, {\displaystyle P}는 연속 원순서 집합이다.

### 완비 격자
완비 격자 {\displaystyle L}의 두 원소 {\displaystyle a,b\in L}에 대하여, 다음 두 조건이 서로 동치이다.
- {\displaystyle a\ll b}
- 임의의 부분 집합 {\displaystyle A\subseteq P}에 대하여, 만약 {\displaystyle b\leq \bigvee A}라면, {\displaystyle a\leq \bigvee F}인 유한 부분 집합 {\displaystyle F\subseteq A}가 존재한다.

완비 격자 {\displaystyle L}에 대하여, 다음 조건들이 서로 동치이다.
- 연속 원순서 집합이다.
- 순서 아이디얼의 상한 함수 {\displaystyle \bigvee \colon \operatorname {Ideal} (L)\to L}은 임의의 부분 집합의 하한을 보존한다. 여기서 {\displaystyle \operatorname {Ideal} (L)}은 순서 아이디얼들의 완비 격자이다.[1]:Theorem I-1.10
- 임의의 상향 집합들의 집합 {\displaystyle {\mathcal {D}}\subseteq {\mathcal {P}}(L)}에 대하여, {\displaystyle \bigwedge _{D\in {\mathcal {D}}}\bigvee D=\bigvee _{f\in \prod {\mathcal {D}}}\bigwedge _{D\in {\mathcal {D}}}f(D)}
- 두 원소 격자 {\displaystyle \{0,1\}}의 (유한 또는 무한 개) 직접곱 위의 스콧 연속 멱등 함수 {\displaystyle r\colon \{0,1\}^{\kappa }\to \{0,1\}^{\kappa }}의 상 {\displaystyle r(\{0,1\}^{\kappa })}과 동형이다.[2]:56, Theorem 44

증명 (두 번째 조건):
연속 완비 격자 {\displaystyle L}이 주어졌다고 하자. {\displaystyle {\mathcal {I}}\subseteq \operatorname {Ideal} (L)}이 임의의 순서 아이디얼들의 집합이라고 하자.
{\displaystyle \bigvee \bigwedge {\mathcal {I}}=\bigwedge _{I\in {\mathcal {I}}}\bigvee I}
를 보이면 족하다. {\displaystyle \leq }은 자명하다. {\displaystyle {\mathord {\Downarrow }}\dashv {\mathord {\bigvee }}}이므로, 반대 방향의 부등식은
{\displaystyle \bigwedge {\mathcal {I}}\supseteq \mathop {\Downarrow } \bigwedge _{I\in {\mathcal {I}}}\bigvee I}
를 보이면 족하다. 이는 임의의 {\displaystyle I\in {\mathcal {I}}}에 대하여
{\displaystyle I\supseteq \mathop {\Downarrow } \bigvee I\supseteq \mathop {\Downarrow } \bigwedge _{J\in {\mathcal {I}}}\bigvee J}
이므로 참이다.
반대로, {\displaystyle L}이 완비 격자이며, {\displaystyle \bigvee \colon \operatorname {Ideal} (L)\to L}이 임의의 하한을 보존한다고 하자. {\displaystyle \bigvee \colon \operatorname {Ideal} (L)\to L}의 왼쪽 수반 함자 {\displaystyle f\colon L\to \operatorname {Ideal} (L)}를 찾으면 족하다. 다음과 같은 함수를 생각하자.
{\displaystyle f\colon a\mapsto \bigwedge \left\{I\in \operatorname {Ideal} (L)\colon a\leq \bigvee I\right\}}
이는 자명하게 순서 보존 함수이다. 따라서, 다음 두 부등식을 보이면 족하다.
- 임의의 {\displaystyle I\in \operatorname {Ideal} (L)}에 대하여, {\displaystyle f\left(\bigvee I\right)\subseteq I}
  - 이는 {\displaystyle I\in \left\{J\in \operatorname {Ideal} (L)\colon \bigvee I\leq \bigvee J\right\}}이므로 참이다.
- 임의의 {\displaystyle a\in L}에 대하여, {\displaystyle a\leq \bigvee f(a)}
  - {\displaystyle \bigvee \colon \operatorname {Ideal} (L)\to L}이 하한을 보존하므로, {\displaystyle \bigvee f(a)=\bigwedge _{I\in {\mathcal {I}}}^{a\leq \bigvee I}\bigvee I\geq a}이다.

증명 (세 번째 조건):
연속 완비 격자 {\displaystyle L}이 주어졌다고 하자. {\displaystyle {\mathcal {D}}\subseteq {\mathcal {P}}(L)}가 임의의 {\displaystyle L}의 상향 집합들의 집합이라고 하자. {\displaystyle \bigwedge _{D\in {\mathcal {D}}}\bigvee D\geq \bigvee _{f\in \prod {\mathcal {D}}}\bigwedge _{D\in {\mathcal {D}}}f(D)}
은 자명하다. 따라서, 임의의 {\displaystyle a\ll \bigwedge _{D\in {\mathcal {D}}}\bigvee D}에 대하여, {\displaystyle a\leq \bigvee _{f\in \prod {\mathcal {D}}}\bigwedge _{D\in {\mathcal {D}}}f(D)}임을 보이면 족하다. 임의의 {\displaystyle D\in {\mathcal {D}}}에 대하여, {\displaystyle a\ll \bigvee D}이므로, {\displaystyle a\leq g(D)}인 {\displaystyle g(D)\in D}가 존재한다. 따라서,
{\displaystyle a\leq \bigwedge _{D\in {\mathcal {D}}}g(D)\leq \bigvee _{f\in \prod {\mathcal {D}}}\bigwedge _{D\in {\mathcal {D}}}f(D)}
이다.
반대로, {\displaystyle L}이 완비 격자이며, 또한 임의의 상향 집합들의 집합 {\displaystyle {\mathcal {D}}\subseteq {\mathcal {P}}(L)}에 대하여, {\displaystyle \bigwedge _{D\in {\mathcal {D}}}\bigvee D=\bigvee _{f\in \prod {\mathcal {D}}}\bigwedge _{D\in {\mathcal {D}}}f(D)}라고 하자. 임의의 {\displaystyle a\in L}에 대하여, 자명하게 {\displaystyle \bigvee \mathop {\Downarrow } a\leq a}이다. 따라서 {\displaystyle \bigvee \mathop {\Downarrow } a\geq a}임을 보이면 족하다. {\displaystyle {\mathcal {D}}}를 다음 두 조건을 만족시키는 부분 집합 {\displaystyle D\subseteq L}들의 집합으로 취하자.
- {\displaystyle D}는 상향 집합이다.
- {\displaystyle a\leq \bigvee D}

그렇다면, {\displaystyle {\mathcal {D}}}의 정의에 따라, 임의의 {\displaystyle f\in \prod {\mathcal {D}}}에 대하여,
{\displaystyle \bigwedge _{D\in {\mathcal {D}}}f(D)\ll a}
이다. 따라서,
{\displaystyle a\leq \bigwedge _{D\in {\mathcal {D}}}\bigvee D=\bigvee _{f\in \prod {\mathcal {D}}}\bigwedge f(D)\leq \bigvee \mathop {\Downarrow } a}
이다.
연속 완비 격자에 대하여, 다음 두 조건이 서로 동치이다.
- 분배 격자이다.
- 완비 헤이팅 대수이다.

증명:
모든 완비 헤이팅 대수는 자명하게 분배 격자이다. 반대로, {\displaystyle L}이 연속 완비 격자이자, 분배 격자라고 하자. 임의의 원소 {\displaystyle a\in L} 및 부분 집합 {\displaystyle S\subseteq L}에 대하여,
{\displaystyle a\wedge \bigvee S=\bigvee _{s\in S}a\wedge s}
임을 보이면 족하다. 연속 완비 격자의 세 번째 조건에서,
{\displaystyle {\mathcal {D}}=\left\{\{a\},\left\{\bigvee S'\colon S'\subseteq S,\;|S'|<\aleph _{0}\right\}\right\}}
을 취하자. (두 번째 집합이 상향 집합임은 쉽게 보일 수 있다.) 그렇다면, {\displaystyle L}이 연속 완비 격자이자 분배 격자이므로, 다음이 성립한다.
{\displaystyle a\wedge \bigvee S=a\wedge \bigvee _{S'\subseteq S}^{|S'|<\aleph _{0}}\bigvee S'=\bigvee _{S'\subseteq S}^{|S'|<\aleph _{0}}a\wedge \bigvee S'=\bigvee _{S'\subseteq S}^{|S'|<\aleph _{0}}\bigvee _{s\in S'}a\wedge s=\bigvee _{s\in S}a\wedge s}
모든 연속 완비 분배 격자는 국소 콤팩트 공간의 열린집합 격자와 순서 동형이다.

### 연산에 대한 닫힘
유한 개의 연속 dcpo들의 직접곱은 연속 dcpo이며, 그 위의 근사 관계는 성분별 근사 관계와 동치이다. 유한 또는 무한 개의 최소 원소를 갖는 연속 dcpo {\displaystyle (P_{i},\leq )_{i\in I}}들의 직접곱 {\displaystyle \textstyle \prod _{i\in I}P_{i}}
는 연속 dcpo이며, 직접곱의 두 원소 {\displaystyle \textstyle a,b\in \prod _{i\in I}P_{i}}에 대하여 다음 두 조건이 서로 동치이다.
- {\displaystyle a\ll b}
- 임의의 {\displaystyle i\in I}에 대하여 {\displaystyle a_{i}\ll b_{i}}이며, {\displaystyle \{i\in I\colon a_{i}\neq \bot \}}는 유한 집합이다.

연속 dcpo의 스콧 닫힌집합은 연속 dcpo이며, 그 위의 근사 관계는 원래 근사 관계를 제한한 것이다.

### 범주론적 성질
연속 완비 격자와 스콧 연속 함수의 범주는 데카르트 닫힌 범주를 이룬다.:56, Theorem 45

## 예
모든 유한 원순서 집합은 연속 원순서 집합이다. 보다 일반적으로, 오름 사슬 조건을 만족시키는 모든 원순서 집합은 연속 원순서 집합이다.

### 폐구간
실수 폐구간 {\displaystyle [0,1]\subseteq \mathbb {R} }은 표준적인 순서에 의하여 완비 격자를 이룬다. 또한, 임의의 {\displaystyle x,y\in [0,1]}에 대하여, 다음 두 조건이 서로 동치이다.
- {\displaystyle x\ll y}
- {\displaystyle x=0}이거나, {\displaystyle x<y}

따라서, 항상
{\displaystyle \bigvee \mathop {\Downarrow } x=\bigvee ([0,x)\cup \{0\})=x}
이며, {\displaystyle [0,1]}은 연속 완비 격자를 이룬다.
보다 일반적으로, 전순서 완비 격자 {\displaystyle L}의 임의의 두 원소 {\displaystyle a,b\in L}에 대하여, 다음 두 조건이 서로 동치이다.
- {\displaystyle a\ll b}
- 다음 세 조건 가운데 정확히 하나가 성립한다.
  - {\displaystyle a=b=\bot }
  - {\displaystyle a<b}
  - {\displaystyle a=b>\bot }이며, {\displaystyle a=b}는 {\displaystyle L}의 어떤 도약 {\displaystyle (c,a)}의 두 번째 성분이다.

따라서, 모든 전순서 완비 격자는 연속 완비 격자이다.

### 멱집합
임의의 집합 {\displaystyle X}에 대하여, 멱집합 {\displaystyle ({\mathcal {P}}(X),\subseteq )}는 완비 격자를 이룬다. 이 경우 {\displaystyle A\ll B}는 {\displaystyle A}가 {\displaystyle B}의 유한 부분 집합인 것과 동치이다. 모든 집합은 그 유한 부분 집합들의 합집합이므로, {\displaystyle ({\mathcal {P}}(X),\subseteq )}는 연속 완비 격자를 이룬다.

### 열린집합 격자
위상 공간 {\displaystyle X}의 열린집합들은 포함 관계에 의하여 완비 헤이팅 대수 {\displaystyle \operatorname {Open} (X)}를 이룬다. 임의의 두 열린집합 {\displaystyle U,V\in \operatorname {Open} (X)}에 대하여, 다음 두 조건이 서로 동치이다.
- {\displaystyle U\ll V}
- 임의의 열린 {\displaystyle V}-덮개는 유한 부분 {\displaystyle U}-덮개를 갖는다.
- {\displaystyle U\subseteq V}이며, {\displaystyle U}를 원소로 갖는 {\displaystyle X} 위의 임의의 극대 필터는 {\displaystyle V} 속의 점으로 수렴한다.

증명:
{\displaystyle \operatorname {Open} (X)}가 완비 격자이므로 첫째 조건과 둘째 조건은 서로 동치이다. 이제, {\displaystyle U\ll V}이며, {\displaystyle {\mathcal {F}}}가 {\displaystyle X}위의 극대 필터이며, {\displaystyle U\in {\mathcal {F}}}라고 하자. 귀류법을 사용하여, 임의의 {\displaystyle x\in V}가 {\displaystyle {\mathcal {F}}}의 극한이 아니라고 가정하자. 즉, {\displaystyle W_{x}\not \in {\mathcal {F}}}인 {\displaystyle x}의 근방 {\displaystyle W_{x}}가 존재한다. {\displaystyle {\mathcal {F}}}가 극대 필터이므로, {\displaystyle W_{x}\cap F_{x}=\varnothing }인 {\displaystyle F_{x}\in {\mathcal {F}}}가 존재한다. 그렇다면, {\displaystyle \{W_{x}\colon x\in V\}}는 {\displaystyle V}-덮개이므로, 유한 부분 {\displaystyle U}-덮개 {\displaystyle \{W_{x}\colon x\in S\}}을 갖는다. 따라서,
{\displaystyle \varnothing =\bigcup _{x\in S}W_{x}\cap \bigcap _{x\in S}F_{x}\in {\mathcal {F}}}
이며, 이는 모순이다.
이제, {\displaystyle U\subseteq V}이며, {\displaystyle U}를 원소로 갖는 {\displaystyle X} 위의 임의의 극대 필터는 {\displaystyle V} 속의 점으로 수렴한다고 하자. {\displaystyle {\mathcal {D}}\subseteq \operatorname {Open} (X)}가 열린집합들의 상향 집합이며, {\displaystyle V\subseteq \bigcup {\mathcal {D}}}라고 하자. 귀류법을 사용하여, 임의의 {\displaystyle D\in {\mathcal {D}}}에 대하여, {\displaystyle U\not \subseteq D}라고 하자. 그렇다면, {\displaystyle \{U\setminus D\colon D\in {\mathcal {D}}\}}는 하향 집합을 이룬다. 이를 포함하는 최소의 필터
{\displaystyle {\mathcal {F}}_{0}=\mathop {\uparrow } \{U\setminus D\colon D\in {\mathcal {D}}\}}
를 생각하자. {\displaystyle {\mathcal {F}}_{0}\subseteq {\mathcal {F}}}인 {\displaystyle X} 위의 극대 필터 {\displaystyle {\mathcal {F}}}를 취하자. {\displaystyle D_{0}\in {\mathcal {D}}}를 고정하자. 그렇다면, 임의의 {\displaystyle F\in {\mathcal {F}}}에 대하여,
{\displaystyle F\cap U\supseteq F\cap U\setminus D_{0}\neq \varnothing }
이다. 따라서 {\displaystyle U\in {\mathcal {F}}}이며, {\displaystyle {\mathcal {F}}}는 어떤 {\displaystyle x\in V}로 수렴한다. {\displaystyle x\in D}인 {\displaystyle D\in {\mathcal {D}}}를 취하자. 그렇다면, {\displaystyle D\in {\mathcal {F}}}이므로,
{\displaystyle \varnothing =D\cap U\setminus D\in {\mathcal {F}}}
이다. 이는 모순이다.
만약 {\displaystyle X}가 국소 콤팩트 공간(즉, 모든 점이 콤팩트 국소 기저를 갖는 위상 공간)이라면, 추가로 다음 조건이 동치이다.
- {\displaystyle U\subseteq C\subseteq V}인 콤팩트 집합 {\displaystyle C}가 존재한다.

따라서, 임의의 국소 콤팩트 공간 {\displaystyle X}의 열린집합 격자 {\displaystyle \operatorname {Open} (X)}는 연속 완비 격자를 이룬다. 보다 일반적으로, 위상 공간 {\displaystyle X}에 대하여, 다음 세 조건이 서로 동치이며, 이를 만족시키는 {\displaystyle X}를 핵콤팩트 공간(영어: core-compact space)이라고 한다.
- {\displaystyle \operatorname {Open} (X)}는 연속 완비 격자이다.
- {\displaystyle X}의 차분화는 국소 콤팩트 공간이다.
- 위상 공간의 범주 {\displaystyle \operatorname {Top} }에서, 임의의 위상 공간 {\displaystyle Y}에 대하여, 지수 대상 {\displaystyle Y^{X}}가 존재한다.

다음과 같은 함의 관계가 성립한다.
국소 콤팩트 공간 (모든 점이 콤팩트 국소 기저를 갖는 공간) ⇒ 핵콤팩트 공간 ⇒ 쇼케 공간 ⇒ 베르 공간

### 반례
다음과 같은 부분 순서 집합 {\displaystyle \{\bot ,\top ,a_{1},a_{2},a_{3},\dotsc ,b\}}을 생각하자.
{\displaystyle \bot <a_{1}<a_{2}<a_{3}<\dotsb <\top }
{\displaystyle \bot <b<\top }
이는 완비 격자를 이룬다.
{\displaystyle \{\bot ,a_{1},a_{2},a_{3},\dotsc \}}
가 상향 집합이므로, {\displaystyle b\not \ll b}임을 알 수 있다. 따라서
{\displaystyle \bigvee \mathop {\Downarrow } b=\bigvee \{\bot \}=\bot \neq b}
이며, 이 완비 격자는 연속 완비 격자가 아니다.
모든 원자 없는 완비 불 대수는 연속 완비 격자가 아니다. 원자 없는 완비 불 대수 {\displaystyle B}의 두 원소 {\displaystyle a,b\in B}에 대하여, 다음 두 조건이 서로 동치이다.
- {\displaystyle a\ll b}
- {\displaystyle a=\bot }

### 합동 관계 격자
환 {\displaystyle R}의 아이디얼들은 포함 관계에 의하여 완비 격자 {\displaystyle \operatorname {Ideal} (R)}를 이룬다. 임의의 두 아이디얼 {\displaystyle I,J\in \operatorname {Ideal} (R)}에 대하여, 다음 두 조건이 서로 동치이다.
- {\displaystyle I\ll J}
- {\displaystyle I\subseteq K\subseteq J}인 유한 생성 아이디얼 {\displaystyle K\subseteq R}가 존재한다.

모든 아이디얼은 그 유한 생성 부분 아이디얼들의 합집합이므로, {\displaystyle \operatorname {Ideal} (R)}는 연속 완비 격자를 이룬다.

## 참고 문헌
1. 1 2 3 4 5  Gierz, Gerhard; Hofmann, Karl; Keimel, Klaus; Lawson, Jimmie; Mislove, Michael; Scott, Dana S. (2003). 《Continuous lattices and domains》. Encyclopedia of Mathematics and Its Applications (영어) 93. Cambridge: Cambridge University Press. doi:10.1017/CBO9780511542725. ISBN 978-0-521-80338-0. MR 1975381. Zbl 1088.06001.
2. 1 2  Grätzer, George (2011). 《Lattice Theory: Foundation》 (영어). Basel: Springer. doi:10.1007/978-3-0348-0018-1. ISBN 978-3-0348-0017-4. LCCN 2011921250. MR 2768581. Zbl 1233.06001.